# Elecciones generales de Niue de 1993

Elecciones 19943

Elecciones generales tuvieron lugar en Niue el 27 de febrero de 1993. La participación electoral fue de 91%.
Después de las elecciones, Frank Lui fue elegido como Premier de Niue, derrotando a Young Vivian 11–9. John Tofo Funaki fue elegido presidente de la Asamblea.